# La Aroma del Caribe
La Aroma del Caribe è una marca di sigari prodotti in Nicaragua.

## Storia
L'azienda è stata fondata nel 2002 per volere dell'azienda americana Ashton. Inizialmente situata in Honduras, nel 2008 la linea di produzione viene affidata a Pepin Garcia e spostata in Nicaragua. Attualmente rappresenta una delle alternative ai sigari cubani più apprezzate a livello mondiale.

## Negli USA
I prodotti vengono distribuiti negli USA con il nome La Aroma de Cuba, prendendo il nome di una azienda cubana non più esistente che fu una delle preferite di Winston Churchill.

## Prodotti
- Robusto (127mm x 20mm)
- Belicoso (140mm x 21,5mm)
- Valentino (152mm x 24mm)